# Papers, Please
Papers, Please je počítačová hra, vyvinutá vývojářem nezávislých her Lucasem Popem. Simuluje práci hraničního úředníka, který rozhoduje o tom, koho vpustit a komu zamítnout vstup do fiktivní země Arstotzka. Hra byla vydána 8. srpna 2013 pro Windows a OS X a 12. prosince 2014 pro Linux. V říjnu 2014 byla oznámena verze pro PlayStation Vita.

## Hra
Hra simuluje pracovní život imigračního inspektora na hraničním přechodu do fiktivní země Arstotzka. Hráč kontroluje doklady žadatelů a používá řadu pomůcek, aby určil, zda jsou doklady v pořádku, a nevpustil do státu nežádoucí jedince, jako jsou teroristé, hledaní zločinci nebo pašeráci. Pokud se objeví nesrovnalosti, hráč může žadatele vyslechnout a případně zjistit další informace, jako jsou otisky prstů nebo skenování celého těla. Pokud hrozí žadateli zatčení, pokusí se někdy inspektora podplatit. Hráč nakonec musí buď orazítkovat žadateli dokumenty nebo mu odmítnout vstup. Pak vyvolá další osobu ve frontě. V tomto bodě se hráč dozví o chybách, které udělal. Obecně platí, že hráč může za den beztrestně udělat dvě chyby, ale za další chybu už bude potrestán srážkou z platu. Hráč je limitován reálným časem, což představuje celodenní směnu na kontrolním stanovišti a zpracovávaní tolika žadatelů, jak je to jen možné.
Na konci každého herního dne hráč získá peníze podle toho, kolik lidí odbavil a kolik úplatků přijal; od této částky se odečtou pokuty, a pak se hráč musí rozhodnout, jak rozdělit peníze na nájem, jídlo, teplo a další nezbytnosti pro sebe a svou rodinu. Vztahy mezi Arstotzkou a sousedními státy se zhoršují, někdy kvůli teroristickým útokům, zavádějí se nové soubory pravidel na základě příběhu hry, jako je zákaz vstupu občanů určitých zemí nebo požadování nové dokumentace od občanů. Jak hra postupuje, před hráčem se vrší morální dilemata, jako například umožnit ženě manžela přistěhovalce projít, i když nemá kompletní doklady, což znamená riziko vpuštění teroristů do země. Hra používá kombinaci náhodně generovaných žadatelů a skriptovaných setkání, jimiž se mění scénář a tedy i konec.
Také se objeví tajemná protivládní organizace EZIC, několik jejích členů se objeví na kontrolním stanovišti a inspektor od nich dostává příkazy, pomocí nichž má svrhnout vládu a pomoci ustavit novou; hráč si může vybrat, zda pomoci této organizaci, či nikoliv.
Hra má napsaný režim příběhu s dvaceti možnými konci (přičemž 17 z nich je špatných, navíc se jako konec nepočítá, když inspektor zemře). Po dokončení hry je hráči přidělen kód (kód je stejný pro všechny kopie hry a není náhodně generovaný), který odemkne režim nekonečné, náhodně generované hry.

## Vývoj
Hru Papers, Please vyvinul Lucas Pope, bývalý vývojář studia Naughty Dog, kde pracoval na sérii Uncharted. Hru vyvíjel nezávisle od listopadu 2012 pomocí programovacího jazyka Haxe a NME framework. Hra byla dokončena asi za devět měsíců.
Jako Američan žijící v Japonsku se Pope setkával při svých cestách s hraničními kontrolami; zkušenost ze situací, které popisuje jako „napjaté“, využil pro zábavnou hru. Před vydáním hry Pope připravil formulář, do kterého lidé mohli vložit svá vlastní jména, která budou náhodně rozdělena do napsaných postav ve hře. Hra Papers, Please byla vložena do Steam Greenlight 11. dubna 2013 a schválena byla 1. května. Na službě Steam je dostupná za poplatek 9,75 € (březen 2025).

## Země

### Arstotzka

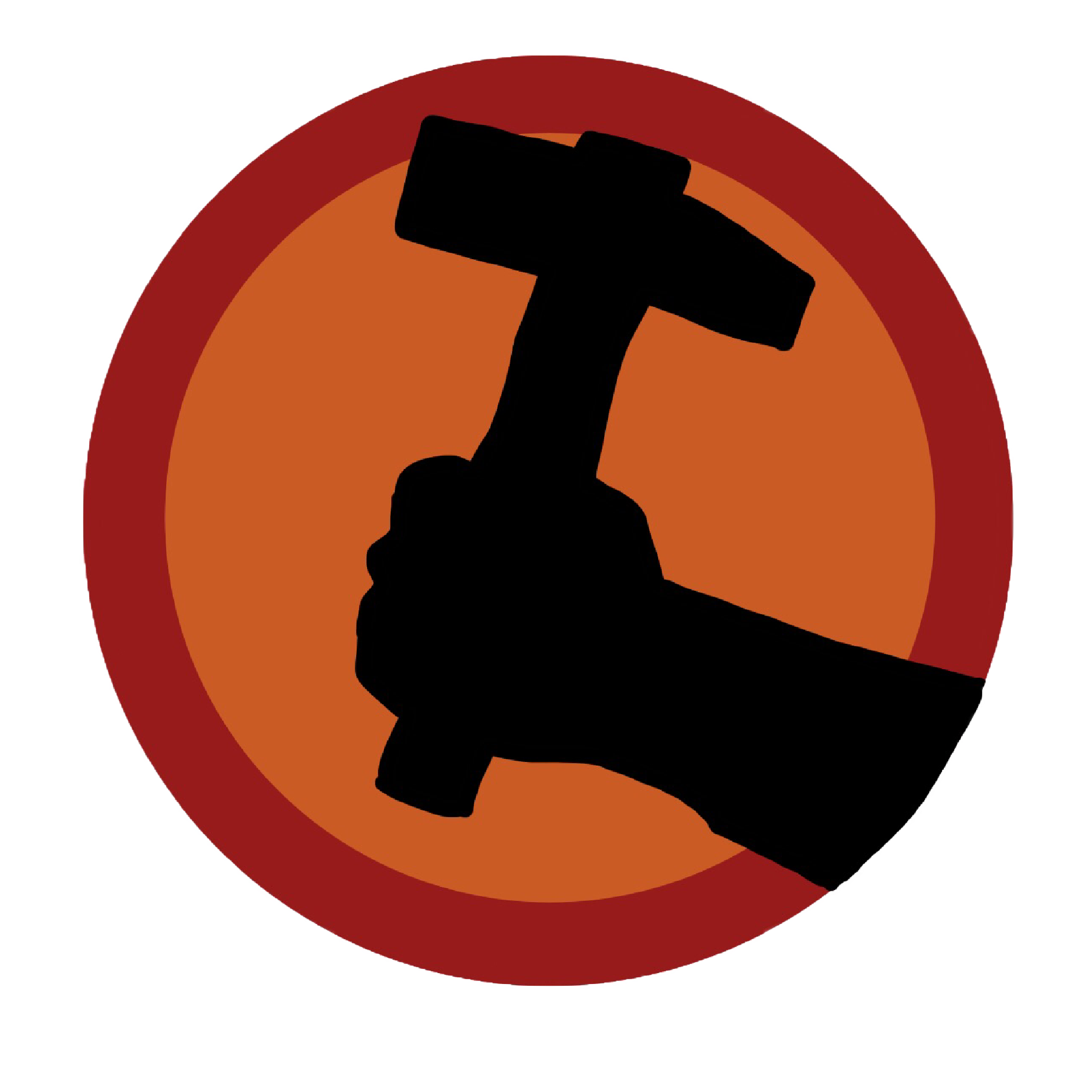
Logo Arstotzké pracovní loterie

Arstotzka (čti [Arstocka]) je komunistická země.

#### Historie
Arstotzka válčila se sousední Kolečií v tzv. Šestileté válce krátce před rokem 1982. Nejžhavější části sváru bylo hraniční město Grestin, které bylo po válce rozpůleno. Západní část je kolečijská, východní část je pod správou Arstotzky. Přecházet hranici mezi oběma polovinami byla nemožná až do 23. listopadu 1982, když Arstotzka otevřela kontrolní stanoviště pro průchod z Kolečie.
Neustálé teroristické útoky na grestinském stanovišti, pašování, obchod s lidmi, zmatek způsobený skupinou EZIC vyvrcholil v zabavování pasů všech obyvatelů Arstotzky a prohledávání všech vládních pracovníků.
Stát Arstotzka se objevuje i ve hře Conflict of Nations: World War III. Nahrazuje Moldavsko. Hlavní město je nejspíše město Paradizna. Inspektor pochází z Arstotzckého města Nirsk. 
Motto: Glory to Arstotzka (Sláva Arstotzce) 

#### Okresy
- Altan
- Vescillo
- Burnton
- Octovalis
- Gennistora
- Lendiforma
- Wozenfield
- Fardesto

#### Města
- Orvech Vonor
- Východní Grestin
- Paradizna

### Antegria
Antegria je země západně od Arstotzky. Na severu sousedí s Obristánem, na západě se Spojenou Federací, na jihu s Republií, která kdysi byla součástí Antegrie, a na východě s Kolečií.

#### Města
- Sv. Marmero
- Glorian
- Vnější Grouse

### Impor
Impor je pobřežní země jihozápadně od Arstozky. Na východě sousedí s Kolečií, na severu s Republií a na západě se Spojenou Federací.

#### Název
Název vznikl kombinací slov imperial (císařský) a emperor (císař).

#### Města
- Enkyo
- Haihan
- Tsunkeido

### Kolečia
Kolečia je země, která na východě sousedí s Arstotzkou, se kterou vedla šest let válku. Od severu přes západ až na jih sousedí postupně s Obristánem, Antegrií, Republií a s Imporem.

#### Města
- Yurko City
- Vedor
- Západní Grestin

### Obristán
Obristán je nejsevernější ze všech zemí. Na jihu sousedí se Spojenou Federací, Antegrií, Kolečií a s Arstotzkou.
Motto: Obristan Above All (Obristán nadevše)

#### Města
- Skal
- Lorndaz
- Mergerous

### Republia
Republia je země západně od Arstotzky. Na severu sousedí s Antegrií, na západě se Spojenou Federací, na jihu s Imporem a na východě s Kolečií.
Republia byla kdysi jedním z okresů Antegrie. Republiáni ale nesouhlasili s demokratickou politikou a vyhlásili nezávislost.

#### Města
- Pravý Glorian (v Antegrii je město Glorian)
- Lesrenadi
- Bostan

### Spojená Federace
Spojená Federace je země západně od Arstotzky. Na východě sousedí s Obristánem, Antegrií, Republií a Imporem.

#### Města
- Slavný Rapid
- Shingleton
- Korista City

### Kobrastán
Kobrastán je neexistující stát vymyšlený Jorjim Costavou.